# Premier front de la Baltique
Le Premier front de la Baltique également appelé premier front balte est une unité de l'Armée rouge pendant la Seconde Guerre mondiale, équivalent à un groupe d'armées. Il fut créé le 12 octobre 1943 par un simple changement de nom du front de Kalinine. Il prit part à plusieurs opérations militaires majeures, parmi lesquelles l'opération Bagration à l'été 1944.

## Composition
À la date du 23 juin 1944, le premier front de la Baltique est placé sous le commandement du général d'armée Ivan Bagramian et comprenait les unités suivantes :
- 4e armée de choc commandée par le lieutenant général P. F. Malychev
- 6e armée de la garde commandée par le lieutenant-général I. M. Tchistiakov
- 43e armée commandée par le lieutenant-général A. P. Belaborodov
- 3e armée aérienne (en) commandée par le lieutenant-général N. F. Papivine.